# Helene Fischer (Album)
Helene Fischer ist das selbstbetitelte siebte Studioalbum der deutschen Schlagersängerin Helene Fischer. Es erschien am 12. Mai 2017 über das Label Polydor.

## Hintergrund
„Dein Blick“ ist eine Coverversion von Hayden Panettieres „Telescope“ (2012), welches in der Fernsehserie „Nashville“ benutzt wurde.
„Du hast mich stark gemacht“ ist ein von ihr gewidmetes Lied an ihre Eltern.
„Lieb mich dann“ ist ein von ihr gewidmetes Lied an ihren damaligen Lebenspartner Florian Silbereisen.

## Titelliste
| #              | Titel                              | Musik/Text                                                                          | Produktion                                                         | Länge |
| -------------- | ---------------------------------- | ----------------------------------------------------------------------------------- | ------------------------------------------------------------------ | ----- |
| 1              | Nur mit dir                        | Sebastian Rätzel, Tobias Schwall, Robert Wroblewski                                 | Thorsten Brötzmann, Roman Lüth                                     | 4:09  |
| 2              | Sonne auf der Haut                 | Kristina Bach, Figge Boström                                                        | Madizin, Silverjam                                                 | 3:06  |
| 3              | Wenn Du lachst                     | Simon Triebel, Tobias Reitz, Ali Zuckowski, David Gold                              | Robin Grubert, Martin Fly, Ali Zuckowski, David Gold               | 3:45  |
| 4              | Flieger                            | Kristina Bach, Figge Boström                                                        | Andreas Herbig, Patrick Pyke Salmy, Ricardo Munoz                  | 4:11  |
| 5              | Herzbeben                          | Thorsten Brötzmann, Alexander Rethwisch, Stephanie Stumph                           | Thorsten Brötzmann, Roman Lüth                                     | 3:25  |
| 6              | Wir zwei                           | Ralf Rudnik                                                                         | Thorsten Brötzmann, Roman Lüth                                     | 3:39  |
| 7              | Schon lang nicht mehr getanzt      | Jean Frankfurter, Joachim Horn-Bernges                                              | Thorsten Brötzmann, Roman Lüth                                     | 3:24  |
| 8              | Viva la vida                       | Oliver Lukas, Sera Finale, Saša Lendero, Mihael Hercog, Silverjam                   | Madizin, Silverjam                                                 | 3:19  |
| 9              | Achterbahn                         | Vincent Stein, Konstantin Scherer, Nico Santos, Wim Treuner, Robin Haefs            | Madizin, Silverjam                                                 | 3:39  |
| 10             | Du hast mich stark gemacht         | Christoph Koterzina, Markus Schlichtherle, Daniel Flamm                             | Thorsten Brötzmann                                                 | 3:09  |
| 11             | Das volle Programm                 | Jean Frankfurter, Tobias Reitz                                                      | Thorsten Brötzmann, Roman Lüth                                     | 3:29  |
| 12             | Dein Blick                         | Hillary Lindsey, Fabian Römer, Cary Barlowe, Henrik Böhl                            | Thorsten Brötzmann                                                 | 3:18  |
| 13             | Lieb mich dann                     | Fabian Römer, Helene Fischer, Beatgees, Henrik Böhl, Wincent Weiss, Sascha Wernicke | Thorsten Brötzmann                                                 | 3:23  |
| 14             | Wir brechen das Schweigen          | Alexs White, Sarah Hudson, Ferras Alqaisi, Johan Wetterberg, Steve Dresser          | Madizin, Silverjam                                                 | 3:29  |
| 15             | Sowieso                            | Kristina Bach, Figge Boström                                                        | Madizin, Silverjam                                                 | 3:51  |
| 16             | Genau mein Ding                    | Jean Frankfurter, Joachim Horn-Bernges                                              | Thorsten Brötzmann, Roman Lüth                                     | 3:16  |
| 17             | Weil Liebe nie zerbricht           | Robin Grubert, Justin Stanley, Ali Zuckowski, Sera Finale, Jonas Myrin, Jennie Lena | Robin Grubert, Martin Fly, Ali Zuckowski, David Gold               | 4:07  |
| 18             | Adieu                              | Martin Fly, Mia Gerta                                                               | Robin Grubert, Martin Fly, Ali Zuckowski, David Gold               | 4:15  |
| Deluxe-Version |                                    |                                                                                     |                                                                    |       |
| 19             | Mit dem Wind                       | Billy Mann, Ingrid Michaelson                                                       | Andreas Herbig, Patrick Pyke Salmy, Ricardo Munoz                  | 4:03  |
| 20             | Gib mir Deine Hand                 | Ludi Boberg                                                                         | Robin Grubert, Martin Fly, Ali Zuckowski, David Gold               | 3:07  |
| 21             | Ich wollte mich nie mehr verlieben | Fabian Römer, Steffen Gräf, Henrik Böhl, Ela Steinmetz                              | Madizin, Silverjam                                                 | 3:39  |
| 22             | Die schönste Reise                 | Peter Plate, Ulf Sommer                                                             | Andreas Herbig, Patrick Pyke Salmy, Ricardo Munoz                  | 3:56  |
| 23             | Schmetterling                      | Alexander J. Benz, Tarek Jarad                                                      | Robin Grubert, Martin Fly, Ali Zuckowski, David Gold, Kiko Masbaum | 3:51  |
| 24             | Mit jedem Herzschlag               | Fred Cox, Tanika Bailey                                                             | Madizin, Silverjam                                                 | 3:38  |

## Kommerzieller Erfolg

### Chartplatzierungen
Helene Fischers selbstbetiteltes Album avancierte zum Nummer-eins-Album in Deutschland, Österreich und der Schweiz. Während es in Deutschland und Österreich je ihr fünftes Nummer-eins-Album ist, erreichte sie in der Schweiz nach Farbenspiel (Oktober 2013) zum zweiten Mal die Chartspitze. In den Jahren 2017 und 2018 belegte es zweimal in Folge die Chartspitze der deutschen Album-Jahrescharts, womit es erst das fünfte Album in der deutschen Chartgeschichte ist, dem dies gelang. 2017 belegte es zudem auch die Chartspitze der österreichischen Album-Jahrescharts.
Darüber hinaus erreichte das Album in Deutschland auch die Chartspitze der deutschsprachigen Albumcharts, die Chartspitze der wöchentlichen Schlagercharts sowie die Chartspitze der monatlichen Schlagercharts.
| ChartsChartplatzierungen | Höchstplatzierung | Wochen |
| ------------------------ | ----------------- | ------ |
| Deutschland (GfK)        | 1 (136 Wo.)       | 136    |
| Österreich (Ö3)          | 1 (101 Wo.)       | 101    |
| Schweiz (IFPI)           | 1 (85 Wo.)        | 85     |

| ChartsJahrescharts (2017) | Platzierung |
| ------------------------- | ----------- |
| Deutschland (GfK)         | 1           |
| Österreich (Ö3)           | 1           |
| Schweiz (IFPI)            | 2           |

| ChartsJahrescharts (2018) | Platzierung |
| ------------------------- | ----------- |
| Deutschland (GfK)         | 1           |
| Österreich (Ö3)           | 3           |
| Schweiz (IFPI)            | 12          |

| ChartsJahrescharts (2019) | Platzierung |
| ------------------------- | ----------- |
| Deutschland (GfK)         | 63          |

### Auszeichnungen für Musikverkäufe
Das Album war in Deutschland das sich am schnellsten verkaufende Album seit Herbert Grönemeyers Mensch (2002). Für insgesamt mehr als 1.075.000 verkaufte Einheiten wurde Helene Fischer im Januar 2018 in Deutschland und im Januar 2020 in Österreich jeweils mit Fünffach-Platin ausgezeichnet. Es ist damit Fischers vierter Millionenseller in Deutschland und der Dritte in Folge.
| Land/Region        | Auszeichnungen für Musikverkäufe (Land/Region, Auszeichnung, Verkäufe) | Verkäufe  |
| ------------------ | ---------------------------------------------------------------------- | --------- |
| Deutschland (BVMI) | 5× Platin                                                              | 1.000.000 |
| Österreich (IFPI)  | 5× Platin                                                              | 75.000    |
| Insgesamt          | 10× Platin ·                                                           | 1.075.000 |

## Varia
- Laut der Wochenzeitung Die Zeit standen für die Lieder des 2017er Albums Helene Fischer bis zu 900 Versionen zur Auswahl.[15]